# Adelaide av Auxerre
Adelaide av Auxerre, död 1290, var en fransk vasallherre. Hon var regerande grevinna av Auxerre mellan 1262 och 1290.